# Полотняно-Заводская бумажная мануфактура
Полотняно-Заводская бумажная мануфактура — промышленное предприятие, занимающееся производством и продажей канцелярских товаров, а также бумаги и картона для гофрирования. Располагается в Калужской области.

## История
В 1718 году Петром I был издан указ о строительстве полотняного завода в погосте Сгомонь. Предприятие было необходимо для развития военно-морского флота.
В 1720 году мануфактуру основывает калужский купец Тимофей Филатов-Карамышев. Он выкупил мельницу Дехтерёва и на землях церкви Спаса на Взгомнях в Малоярославецком уезде начал строительство.
Через 5 лет, в 1725 году, была выпущена первая продукция: писчая бумага и парусное полотно. Бумага производилась из отходов парусно-полотняного производства.
В марте 1726 года по указу Екатерины I в собственность полотняной и парусной фабрик перешло село Товарково, а вместе с ним и угодья с бобылями, числившимися при нём.
В 1735 году компаньон Карамышева Афанасий Гончаров стал наследником мануфактуры. На тот момент предприятие считалось одним из крупнейших в Европе. Указом Елизаветы Петровны от 6 сентября 1742 года Гончаров был возведён в майорский ранг коллежского асессора за распространение бумажных фабрик. Парусное полотно Афанасия Гончарова поставлялось в Англию и считалось одним из лучших на рынке парусных полотен в Великобритании.
К середине XVIII века на предприятии выпускалось до 30 000 стоп бумаги, а годовой доход составлял 1150 рублей. Мануфактура обеспечивала 1/3 от всей общерусской бумажной продукции. К тому времени в производстве числилась бумага трёх сортов: высококачественная, александрийская, полуалександрийская.
В 1775 году по указу Екатерины II в награду за хорошее качество бумаги мануфактура стала называться "Поставщиком двора её Императорского величества". С этого момента на писчей бумаге Гончарова стали появляться отличительные знаки: водяные знаки, медали и почётное звание фабриканта. Бумагу поставляли в Астрахань, на Украину, 90% продукции продавали в Москве, её закупала Киево-Печерская Лавра.
В 1778 году Гончаров установил майорат на фабрики. В 1784 году Афанасий Гончаров умирает. Наследником имущества, в том числе и фабрики, становится Николай Афанасьевич Гончаров. Через год погибает и он, имущество переходит во владение его единственного наследника Афанасия Николаевича Гончарова.
С 1805 по 1825 год фабрика находится под управлением Усачёвых, взявших её в аренду. Во время войны 1812 года в здании мануфактуры Кутузов расположил штаб русской армии.
С 1836 года на бумаге Полотняно-заводской бумажной мануфактуры издавался журнал А. С. Пушкина «Современник».
Во второй половине XIX века фабрика значится крупным торговым центром Калужской губернии. На её территории выстроили земское училище и открыли библиотеку.
В конце XIX века на фабрике была установлена первая самочерпательная машина, расширено рольное отделение, в панкамере появились стопорезки, линовальные и сшивальные машины. Стали выпускаться новые сорта бумаги: слоновая, чайная, спичечная, папиросная, раскурочная. В это же время  Д. Д. Гончаров ввёл восьмичасовой рабочий день на мануфактуре.
В начале XX века фабрику посещали А. В. Луначарский, Е. Ф. Гнесина, О. Л. Книппер-Чехова и другие деятели русской культуры.
После Октябрьской революции 1917 года фабрика стала собственностью государства. В 1923 году была передана в ведение Центробумтреста, стала предприятием всесоюзного значения.
В период оккупации во время Великой Отечественной войны (с 1941 по 1942 год) мануфактура была в большей части разрушена.
В 1942 году под руководством Главцентрбумпрома началась реставрация производственного предприятия. В 1944 году работу начала первая бумагоделательная машина. Началось производство бумажно-беловой продукции. В период с 1946 по 1970 год предприятие налаживало производство тетрадей.
В 1997 году Постановлением Главы Дзержинского района Калужской области зарегистрирован Устав Акционерного общества в новой редакции и образовано открытое акционерное общество «Полотняно-Заводская бумажная фабрика» (ОАО «ПЗБФ»).
В 2001 году работу начал цех по производству гофрированного картона.
В 2005 году фабрика получила сертификат на соответствие уровня качества менеджмента (ISO 9001).
В 2006 году фабрика становится частью холдинга «Объединённые бумажные фабрики». В этом же году выпускается ещё одна новая марка тетрадей - X-SIVE (exclusive).
В 2011 году произошло расширение ассортимента продукции. Появились альбомы для рисования, наборы для детского творчества.
В 2012 году фабрика участвует в международной выставке PAPERWORLD. В том же году подписано лицензионное соглашение с компанией «Дисней», позволяющее размещать изображения героев популярных мультфильмов на обложках тетрадей, альбомов для рисования и наборах для творчества.
В 2015 году произошла смена названия предприятия. Полотняно-Заводской бумажной фабрике возвращается историческое название — Полотняно-Заводская бумажная мануфактура.
В 2016 году был завершён первый этап технической реконструкции очистных сооружений.

## Деятельность
ООО «Полотняно-Заводская бумажная мануфактура» занимается производством картона и материалов для изготовления гофрированного картона, а также предлагает ассортимент бумажно-беловых изделий (тетрадей, блокнотов, альбомов для рисования и т. д.). Осуществляет деятельность согласно сертификату FSC, полученном в 2016 году.

### Продукция
- Тетради
- Блокноты
- Альбомы для рисования
- Наборы для творчества
- Книги учёта
- Сменные блоки
- Бумага для гофрирования
- Картон для плоских слоев гофрокартона

## 300-летие
В 2018 году ПЗБМ отметила свой 300-летний юбилей. В связи с празднованием проводились реставрационные работы мануфактуры и прилегающей к ней территории.
В середине 2018 года было намечено открытие нового интерактивного Музея бумаги под названием «Бузеон». Для этого Компанией ОБФ проводился ремонт исторического здания, разрабатывалась планировка и стиль будущего музея. Предполагалось, что экспозиция будет состоять из нескольких частей: исторической, научно-просветительской и развлекательной.
В рамках подготовки к празднованию должны были быть отреставрированы главные ворота усадьбы Гончаровых, Полотняный Завод, а также разрушенный в период советской власти храм Преображения Господня. Усадебному парку, ткацкой фабрике и каретному сараю, принадлежавшим Гончаровым, должны были вернуть их первоначальный облик.

## Награды
- В 1775 году по приказу Екатерины II мануфактура становится «Поставщиком двора её Императорского величества».[8]
- В 1970-х годах тетради мануфактуры стали победителями конкурса «101 лучший товар Калужской области».[23]
- С 2005 по 2016 год ПЗБМ неоднократно становится лауреатом всероссийского конкурса «100 лучших товаров России».[24][25]